# Enteropsis superbus
Enteropsis superbus är en kräftdjursart som beskrevs av Rolf Dieter Illg och Dudley 1980. Enteropsis superbus ingår i släktet Enteropsis och familjen Ascidicolidae. Inga underarter finns listade i Catalogue of Life.